# Hecklingen
 (août 2024).
Si vous disposez d'ouvrages ou d'articles de référence ou si vous connaissez des sites web de qualité traitant du thème abordé ici, merci de compléter l'article en donnant les références utiles à sa vérifiabilité et en les liant à la section « Notes et références ».
Hecklingen est une commune de Saxe-Anhalt, en Allemagne.
L'abbaye de Hecklingen est bâtie dans la deuxième moitié du XIIe siècle.

## Personnalités liées à la ville
- Hans Breitensträter (1897-1972), boxeur né à Hecklingen.
- Frank Emmelmann (1961-), athlète né à Schneidlingen.